# 254e régiment d'artillerie
Pour les articles homonymes, voir 254e régiment.
Le 254e régiment d'artillerie est un régiment d'artillerie de l'armée française. Le 254e régiment d'artillerie de campagne (254e RAC) est créé en avril 1917 pendant la Première Guerre mondiale à partir de trois groupes de canons de 75, constituant l'artillerie de la 74e division d'infanterie. Recréé en septembre 1939 par dédoublement du 54e régiment d'artillerie nord-africaine, le régiment est désigné 254e régiment d'artillerie lourde nord-africaine (254e RALNA).

## Création et différentes dénominations
- avril 1917 : création du '254e régiment d'artillerie de campagne (254e RAC)
- février 1919 : dissous
- septembre 1939 : création du 254e régiment d'artillerie lourde nord-africaine (254e RALNA)
- juin 1940 : dissous

## Historique des opérations et garnisons du régiment

### Première Guerre mondiale
Il est créé en avril 1917 à partir des trois groupes de canons de 75 de l'artillerie divisionnaire de la 74e DI, à savoir un groupe du 2e RAC, un groupe du 54e RAC et un groupe du 14e RAC.
En février 1919, le 254e RAC fusionne avec le 54e RAC et forme le 54e/254e régiment de marche d'artillerie de campagne.

### Seconde Guerre mondiale
Le 31 août 1939, à la mobilisation, à Lyon, le 54e RANA se dédouble en 54e RANA et 254e RALNA, ce dernier étant un régiment d’artillerie lourde doté de canons de 155 mm hippomobiles[réf. souhaitée]. Il est commandé par le lieutenant-colonel Savare, tué le 16 mai 1940 en forêt de Mormal et cité à l'ordre de l'armée. Après la bataille de Dunkerque, les débris du 254e RALNA rejoignent le 54e RANA reformé le 4 juin.

## Décorations
Le régiment est titulaire de deux citations à l'ordre de l'armée et est donc décoré de la croix de guerre 1914-1918 avec deux palmes. Ses hommes reçoivent la fourragère aux couleurs de la croix de guerre.